# Чанган
Чанга́н (кор. 장강군?, 長江郡?) — уезд в провинции Чагандо, КНДР. Уездный город — Чанган.
До 1949 года уезд был частью города Канге. Чанган граничит с городом Канге и уездами: Сиджун на западе, Сонган на юге, Часон на севере, Хвапхён и Нанним на востоке.
Рельеф гористый. Есть горы Каннамсан на северо-востоке и горы Чогурёнсан на юго-западе. Высочайшая точка — гора Кымпхасан (금파산, 1918 м) у северной границы уезда.
Уезд на юго-востоке соединён с городом Канге железной дорогой. Присутствуют предприятия пищевой и фармацевтической промышленности, разрабатываются месторождения цинка. На берегах реки Чонсонган (종성강) выращивается рис и другие зерновые, в горах культивируют виноград.

## Административное деление
Уездный город:
- Чанган (кор. 장강읍)

Рабочие посёлки:
- Оил (кор. 오일로동자구)
- Ланним (кор. 랑림로동자구)
- Сынбан (кор. 승방로동자구)

Сёла:
- Чанханли (кор. 장항리)
- Чанпхёнли (кор. 장평리)
- Чонпхоли (кор. 좋포리)
- Хянхали (кор. 향하리)
- Хёксилли (кор. 혁실리)
- Мудолли (кор. 무동리)
- Мёнсилли (кор. 명실리)
- Синсонли (кор. 신성리)
- Сончанли (кор. 성장리)
- Вонпхёлли (кор. 원평리)